# Persécution des chrétiens sous Domitien
 (juin 2024).
Si vous disposez d'ouvrages ou d'articles de référence ou si vous connaissez des sites web de qualité traitant du thème abordé ici, merci de compléter l'article en donnant les références utiles à sa vérifiabilité et en les liant à la section « Notes et références ».
 (octobre 2018).
- Si vous ne connaissez pas le sujet, laissez ce bandeau (vous pouvez alors contacter les auteurs).
- Si vous supprimez le contenu mis en cause (vous pouvez préalablement contacter les auteurs),

argumentez précisément cette suppression dans la page de discussion
(un manque de référence n'est pas un argument ; une recherche réelle de référence doit avoir été effectuée, être formellement documentée).
La persécution de Domitien est le nom que donnent traditionnellement les auteurs chrétiens antiques et médiévaux à un ensemble d'exécutions, de confiscation de biens et d’exils forcés sur des îles, qui ont frappé la haute société romaine et certains de leurs affranchis ou serviteurs dans les dernières années du Ier siècle. Elle commence vers la fin du règne de l'empereur Domitien et joue un rôle important dans la motivation des comploteurs qui assassinent l'empereur le 18 septembre 96. 
Cette dénomination traditionnelle est reprise par les critiques, toutefois pour les historiens le nom de « persécution » est impropre pour plusieurs raisons. Ils soulignent en particulier que même si le motif religieux semble présent, cela n'est probablement pas la principale des préoccupations de Domitien qui paraît beaucoup plus agir par crainte d'un complot pour le renverser, ou plus généralement pour des motivations politiques.

## Histoire
Les dernières années du règne de Domitien voient une vague d’exécutions de hauts personnages de l'Empire, pour cause d'« athéisme », de « mollesse » ou de « mœurs juives ». Il est difficile d'établir s'ils s'étaient convertis au christianisme ou au judaïsme. Paul Mattei estime que la seconde option est la plus plausible.